# Fanni Metelius
Fanni Maria Silvie Metelius, tidigare Fanny Maria Silvie Metelius, född 12 juni 1987 i Göteborg, är en svensk skådespelare, manusförfattare och filmregissör. 

## Biografi
Metelius växte upp i stadsdelen Majorna i Göteborg med en far som var socionom och en mor som var psykolog; skådespelaren Suzanne Reuter är en moster.. Föräldrarna skilde sig när hon var sex år gammal och hon har tre äldre syskon samt en yngre halvbror. 2009 sökte hon in till filmlinjen på Fridhems folkhögskola och bedrev därefter studier i manusskrivande vid Broby grafiska utbildning 2010–2011 och filmregi vid Göteborgs universitet 2011–2014.
2009 kom Metelius första kortfilm, Fullkomliga ögonblick. Därefter har hon främst fortsatt i kortfilmsformatet med Maskros (2010), Delirium (2010) och Banga inte (2011). Dessutom var hon regiassistent och scripta på Lukas Moodysons långfilm Vi är bäst! (2013).
Förutom de egna filmerna har Metelius varit skådespelare i flera svenska filmer. 2011 medverkade hon i kortfilmen The Sexual Monologues och 2014 uppmärksammades hon i rollen som Fanny i Ruben Östlunds långfilm Turist. För rollen i Turist nominerades till en Guldbagge i kategorin Bästa kvinnliga biroll vid Guldbaggegalan 2015.
I februari 2018 hade hennes första egna långfilm Hjärtat biografpremiär, med Metelius som författare, regissör, klippare och huvudrollsinnehavare. Berättelsen handlar om nyanserna i relationer mellan kvinnor och män, och Metelius vill med filmen generera nya bilder omkring sex och kvinnlig lust. Hon ser själv filmen som en generationsskildring och en kärlekshistoria. Det handlar också om en ung kvinnas problem att på samma gång bli avvisad och sexualiserad i en negativ spiral. Filmen är delvis självbiografiskt inspirerad men bygger också på tankegods från Erica Jong, Susan Sontag, bell hooks, Carin Holmberg och Bertell Ollman.

## Filmografi
- 2009 – Fullkomliga ögonblick – [roll] (kortfilm)
- 2010 – Delirium – [regi] (kortfilm)
- 2010 – Maskros – [regi, manus, klippning, producent] (kortfilm)
- 2011 – The Sexual Monologues – [roll] (kortfilm)
- 2011 – Banga inte – [regi, manus, producent] (kortfilm)
- 2013 – Vi är bäst! – [regiassistent, scripta]
- 2014 – Turist – [roll]
- 2015 – Du slickar mig aldrig – [roll, regi, manus, klippning, producent] (kortfilm)
- 2017 – Turkkiosken – [roll] (kortfilm)
- 2018 – Hjärtat – [roll, regi, manus, klippning]

## Priser och utmärkelser
- 2015 – Nominerad till Guldbaggen för bästa kvinnliga biroll för filmen Turist.
- 2017 – Tilldelad Anna-priset för FN:s kvinnokonvention inom svensk film.[6]
- 2018 – Kurt Linders stipendium
- 2018 – Bo Widerberg-stipendiet